# Ramón Campaña
Ramón Campaña ist eine Ortschaft und eine Parroquia rural („ländliches Kirchspiel“) im Kanton Pangua der ecuadorianischen Provinz Cotopaxi. Die Parroquia besitzt eine Fläche von 97,3 km². Die Einwohnerzahl lag im Jahr 2010 bei 1994. Für das Jahr 2015 wurde eine Einwohnerzahl von 2025 prognostiziert. Die Bevölkerung besteht zu 58 Prozent aus Mestizen, 23 Prozent Montubio sowie 17 Prozent Indigenen.

## Lage
Die Parroquia Ramón Campaña liegt an der Westflanke der Cordillera Occidental. Die Längsausdehnung in Nord-Süd-Richtung beträgt etwa 13 km, in Ost-West-Richtung etwa 9 km. Das Gebiet liegt in Höhen zwischen 720 m und 2880 m. Der Río Angamarca, rechter Quellfluss des Río Umbe fließt entlang der südlichen Verwaltungsgrenze nach Westen. Im Norden wird das Gebiet vom Río Chuquiraguas begrenzt, der ebenfalls nach Westen fließt. Der 1500 m hoch gelegene Hauptort befindet sich 2,7 km nordnordwestlich vom Kantonshauptort El Corazón.
Die Parroquia Ramón Campaña grenzt im Westen an die Parroquia Moraspungo, im Norden an die Parroquias El Tingo und Pilaló (beide im Kanton Pujilí) sowie im Osten und im Süden an die Parroquia El Corazón.

## Orte und Siedlungen
In der Parroquia gibt es 16 Recintos:
- Andoas
- Corcovado Alto
- Corcovado Bajo
- El Paraíso
- El Vergel
- Guarumal
- La Copa
- La Florida
- La Palma
- Palo Blanco
- Pilancón
- Ramón Campaña (Barrio Centro)
- San Juan de Sile
- San Miguel
- Yanayacu Alto
- Yanayacu Bajo

## Geschichte
Die Parroquia Ramón Campaña wurde am 2. Juni 1938 gemeinsam mit dem Kanton Pangua gegründet. Die Parroquia wurde zu Ehren des presbyterianischen Priesters Ramón Campaña benannt. Dieser gründete im Jahr 1884 die Kirchengemeinde Pangua.